# Балетная школа театра «Ла Скала»
Бале́тная шко́ла теа́тра «Ла Ска́ла» (итал. Scuola di Ballo del Teatro alla Scala) — учебное заведение, основанное в Милане в 1813 году при театре «Ла Скала»,. Будучи ведущим хореографическим учебным заведением Италии, готовит артистов для балетной труппы этого театра. В настоящее время является частью Академии театра «Ла Скала», организованной в конце XX века и объединяющей в себе подготовку танцовщиков, певцов и музыкантов. 

## История
Школа была основана в 1813 году импресарио Бенедетто Риччи как Академия танца театра «Ла Скала». Носила звание «императорской». После того, как Милан вышел из-под австрийского правления и стал частью королевства Италии, стала «королевской».
Обучение длилось восемь лет и состояло из двух курсов по четыре года. Как это было принято в те времена, балетные уроки велись под аккомпанемент скрипки. Своего особого расцвета школа достигла в середине XIX века, когда ею в течение 15 лет руководил знаменитый танцовщик, хореограф и теоретик танца Карло Блазис — в это время она прославилась как питомник балерин-виртуозок, занявших ведущее положение на балетных сценах крупнейших театров Европы.
В 1917 году, из-за Первой мировой войны, школа была закрыта. Открылась вновь в 1921 году благодаря дирижёру Артуро Тосканини; её директором в этот период стала балерина Мариинского театра Ольга Преображенская. Затем руководство школой перешло к другому экс-солисту Мариинского театра, итальянскому виртуозу и педагогу, автору собственной балетной методики, Энрико Чекетти. Он руководил школой вплоть до 13 ноября 1928 года, когда умер прямо на танцевальном уроке.
Дольше всего, с 1974 по 2006 год, школой руководила балерина Анна-Мария Прина. При ней, в 1998 году, школа переехала в новое здание на via Campo Lodigiano.

## Руководство
- 1837/1838—1853 — Карло Блазис
- 1905—1908 — Катерина Беретта
- 1921—? — Ольга Преображенская
- ?— 13 ноября 1928 — Энрико Чекетти
- 1928—1932 — Чиа Форнароли (Cia Fornaroli)
- 1932—? — Этторина Мадзучелли (Ettorina Mazzucchelli)
- ?—1967 — Esmée Bulnes
- 1967—1972 — Elide Bonagiunta
- 1972 — июль 1974 — Джон Филд[англ.]
- 1974—2006 — Анна-Мария Прина
- с 2006 — Фредерик Оливьери

## Выпускники
После того, как в 1837 году школу возглавил Карло Блазис, она прославилась как питомник балерин-виртуозок. Её воспитанницами были Фанни Черрито, Софи Фуоко, Амалия Феррарис, Каролина Розати, Карлотта Брианца, Пьерина Леньяни, Огаста Мэйвуд.
В XX веке школу закончили такие артисты, как Карла Фраччи, Лучана Савиньяно, Паола Канталупо, Алессандра Ферри, Роберто Болле, Сабрина Браццо, Алессио Карбоне, Мара Галеацци, Массимо Мурру, Марта Романья, киноактриса Делия Скала и многие другие.